# Michał Hieronim Brzostowski
Michał Hieronim Brzostowski herbu Strzemię
(ur. 17 kwietnia 1762 w Nieświeżu – zm. 1806 w Wilnie), starosta miński, ostatni cześnik wielki litewski, marszałek guberni wileńskiej, kawaler maltański.

## Życiorys
Był synem wojewody inflanckiego Stanisława i Teofili z Radziwiłłów.
W 1788 został wybrany posłem na Sejm Czteroletni z województwa trockiego. Wybrany ze stanu rycerskiego sędzią Sejmu Czteroletniego w 1788 roku. W 1792 roku złożył akces do konfederacji targowickiej. Był członkiem spisku, przygotowującego powstanie na Litwie, wziął udział w insurekcji kościuszkowskiej, wszedł do Deputacji Bezpieczeństwa Publicznego Rady Najwyższej Rządowej Litewskiej. W 1794 roku był członkiem Deputacji Tajnej.
W 1801 został marszałkiem szlachty guberni wileńskiej i wziął udział w deputacji dziękczynnej, wysłanej do cesarza Aleksandra I.
Był też autorem sztuk scenicznych m.in. Rycerze Łabędzia-drama rycerska w pięciu aktach oryginalnie wierszem napisana.
W 1790 odznaczony Orderem św. Stanisława i w 1791 Orderem Orła Białego.
| 4. Józef Brzostowski (1692–1745)      |  |                                      |  |  |                                |
|                                       |  | 2. Stanisław Brzostowski (1733–1769) |  |  |                                |
| 5. Ludwika Maria Sadowska             |  |                                      |  |  |                                |
|                                       |  |                                      |  |  | 1. Michał Hieronim Brzostowski |
| 6. Leon Michał Radziwiłł (1722–1751)  |  |                                      |  |  |                                |
|                                       |  | 3. Teofila Radziwiłł (1745)          |  |  |                                |
| 7. Anna Ludwika Mycielska (1729–1771) |  |                                      |  |  |                                |
|                                       |  |                                      |  |  |                                |